# C/1802 Q1
Komet Pons ali C/1802 Q1 je komet, ki ga je odkril francoski astronom Jean-Louis Pons 26. avgusta 1802 v Marseillu. Nekaj dni pozneje ga je opazil tudi Charles Messier.

## Značilnosti
Komet je imel parabolično tirnico. Soncu se je najbolj približal 10. septembra 1802. ko je bil na razdalji približno 1,1 a.e. od Sonca.